# Bety av Betsimisaraka
Bety av Betsimisaraka eller Betia (Marie Elisabeth Sobobie) född 1735, död 1805, var regerande drottning av kungariket Betsimisaraka, som bestod av ön Île Sainte-Marie och delar av Madagaskar, från 1750 till 1754. 
Bety var dotter till kung Ratsimilaho av Betsimisaraka och sakalavaprinsessan Mamadion av Boina. Hennes farfar en engelsk eller amerikansk pirat vid namn Thomas (antingen amerikanen Thomas Tew eller britterna Thomas White eller Thomas Collins), och hennes farmor var drottning Antavaratra Rahena av Zana Malata: Zana Malata var namnet på blandbefolkningen på Île Sainte Marie, som bestod av avkomman till urbefolkningen och de västerländska pirater som sedan 1680-talet hade använt ön som bas. Hennes far, som också kallades Tom Smilo, hade enat ön under sig och dessutom erövrat en stor del av Madagaskars östkust, och gett detta kungarike namnet Betsimisaraka. 
Bety efterträdde honom som regerande drottning vid hans död 1750. Hon fullföljde sin fars planer på att ställa Île Sainte Marie under Franska Ostindiska Kompaniets överhöghet. Den 30 juli 1750 ställde hon med 60 lokala hövdingars stöd ön under franskt beskydd i en ceremoni vid skeppet Mars med två representanter för den franska guvernören på Île de France. Hon bibehöll dock själv styret över ön i fyra år till. I september 1751 utbröt dock ett uppror som resulterade i en massaker på fransmännen. Bety och hennes mor besökte dock Île de France och övertygade framgångsrikt fransmännen om sin oskuld. Bety tillbringade de följande fem åren bosatt på Île de France. 
Tiden 1756-1762 tillbringade hon på Madagskar. Sistnämnda år överlät hon besittningen Foulpointe på sin halvbror Jean Hare, och därmed anses Betsimisaraka i praktiken vara upplöst. Bety bosatte sig därefter permanent på Île de France, där hon ägde stora egendomar. Hon beskrivs som vacker och godhjärtad, och åtnjöt respekt bland fransmännen. 
Bety hade redan vid sitt trontillträde ett förhållande med fransmannen Jean Onésime Filet (d. 1767), som var hennes prinsgemål till sin död. Hon överlät vad som fanns kvar av sina besittningar till sin brors/systerson Iavy, men vid den tidpunkten låg de i själva verket helt under fransk kontroll.